# 9081 Hideakianno
9081 Hideakianno eller 1994 VY är en asteroid i huvudbältet som upptäcktes den 3 november 1994 av den japanska astronomen Akimasa Nakamura vid Kuma Kogen-observatoriet. Den är uppkallad efter den japanske regissören Hideaki Anno.
Den tillhör asteroidgruppen Eos.